# 黒瀬サラ
黒瀬 サラ（くろせ サラ、1996年8月6日 - ）は日本の元アイドルで仮面女子およびスチームガールズのメンバーであった。埼玉県出身。

## 略歴
2011年
- 11月9日、アリスプロジェクトに入所[2]。

2012年
- 1月30日、ほわいと☆milkとしてステージデビュー[3]。
- 9月27日〜10月17日、大つけ麺博にてトッピング☆ガールズGTとして活動[4]。
- 10月21日、アリス十番の候補生ユニットとしてスチームガールズが結成され、メンバーに選ばれる[5]。

2013年
- 6月1日、初披露の楽曲『優しい風』で初めてスチームガールズのセンターに立ちパフォーマンス[6]。
- 8月4日、正式にスチームガールズのセンターとなる[7]。
- 10月5日、ディファ有明にて行われたGAKUSEI COLLECTION 2013 Autumn/Winterにモデルとして出演[8]。
- 11月6日、古坂大魔王＆前山田健一プロデュースの「アイドル妖怪カワユシ♥」のメンバーとしてメジャーシングル『カワユシ♥アラワル』を発表[9]。

2014年
- 9月13日、ソウルガールズコレクションにライブ出演。仮面女子：スチームガールズとして初の海外公演を行う[10]。

2015年
- 7月26日、この日披露したスチームガールズの新曲『星たちよ☆』で初めての作詞を担当。
- 8月17日、渋原COLECTIONにモデル出演。
- 10月14日、東京コレクションにユキヒーロープロレスのモデルとして出演。

2016年
- 4月29日、スチームガールズのセンターとして在任1000日を記録[11]。
- 8月20日公開の映画「青空エール」にて映画初出演。

2017年
- 12月13日、パソコン工房　iiyama PCコラボアイドルユニット「無限女子 〜powered by 仮面女子〜」に就任。

2019年
- 5月12日の公演において、8月31日に仮面女子とスチームガールズを卒業することを発表[12]。
- 8月31日2部公演の卒業式をもって仮面女子、スチームガールズから卒業、アリスプロジェクトを退所。

## 人物
中学生時代に吹奏楽部で担当していたトランペットが特技。
好きな食べ物は、麺づくり。
無類のネコ好きでネコカフェ通いが趣味。イラストでもよくネコを描いている。2017年6月からメスの黒猫「ウニ（うにたん）」を飼いはじめた。本人曰くあくまで名前は「ウニ」だが、自身がかわいいものに「○○たん」をつける傾向があることから多くの場合「うにたん」と呼ばれている。
「アイドル妖怪カワユシ♥」では、前山田健一から「八頭身妖怪」というキャッチコピーをもらった。
モデルとして活躍することが将来の夢だと話している。

## ユニット活動
- 仮面女子
- スチームガールズ
- ほわいと☆milk
- アイドル妖怪カワユシ♥
- トッピング☆ガールズGT
- 無限女子 〜powered by 仮面女子〜

## 出演

### テレビ番組
- ドキュメント72時間 "地下アイドル"の青春 （2013年6月21日、NHK総合）
- ウタ娘（2013年6月28日、テレビ埼玉）
- 東京一人暮らし2014（2014年2月11日、テレビ朝日）
- お金がなくても幸せライフ がんばれプアーズ!（テレビ東京）
- 磨けよ乙女ッ！ShiningMagic（2014年4月10日 - 10月1日、TOKYO MX）
- ラスト・ドクター〜監察医アキタの検死報告〜 第5話（2014年8月8日、テレビ東京）
- FNSソフト工場 史上最大の禁じ手ショー 勝ちたいんや!（2014年9月12日、テレビ静岡）
- 有吉ジャポン（2014年11月7日、TBSテレビ）
- 東京マキタスポーツ(テレビ東京)
- 竹山ロックンロール（テレビ東京）
- 仮面女子のやっぱ全力だね〜!（2015年1月7日 - 6月24日、テレビ東京）
- やりきり！仮面女子（2014年4月4日 - 2015年7月11日、TOKYO MX）
- 新日本風土記「秋葉原」（2016年9月9日、NHK BSプレミアム）

### 映画
- 青空エール（2016年8月20日 東宝） - 高橋マルコ 役

### ラジオ
- 片岡三果と矢沢なりのMoon Light Party!!（2017年1月21日、FM FUJI）
- OTTAVA Bravo Brass ブラバンピープル集まれ! オザワ部長のLet's吹奏楽部（2017年6月10日など、OTTAVA）

### PV
- 四星球「オモローネバーノウズ」
- D'ERLANGER「Beast in me」

### CM
- タカラレーベン第1回CM選挙
- 長野広域連合長野広域交流女子（つなが〜る）
- 湘南美容外科クリニック スチームガールズ編
- モデルプレス 仮面女子編

## 雑誌
- 週刊アスキー（2013年4月30日、アスキー・メディアワークス） - 「アキバ街角美人」
- 吹奏楽の星（2014年度版、朝日新聞出版）
- Cool-upGirls charming「Pick-upVoice」増刊（2015年4月、音楽専科社）
- アームズマガジン（2016年1月号 、ホビージャパン）
- S Cawaii!（2016年4月号 - 2017年3月号、主婦の友社）
- BAND LIFE（2016年8月号、プロスコープ）
- モトモト（2016年11月号、造形社） - 特別付録「Begine the Bike」表紙
- カススク125（2016年12月号、造形社）
- カススク125（2017年7月号、造形社） - 表紙
- JELLY（2017年5月 - ぶんか社）
- KERA（2017年5月 - 6月、ジェイ・インターナショナル）
- Soup.（2017年5月、スープ）
- EX MAX!（2017年7月号 - 、ぶんか社）
- melt KAWAII FASHION BOOK 00（2017年7月14日、宝島社）
- Ray（2017年9月号、主婦の友社）

## DVD
- タカトシの涙が止まらナイト DVD特典映像